# Namaquanula bruynsii
Namaquanula bruynsii är en amaryllisväxtart som beskrevs av Deirdré Anne Snijman. Namaquanula bruynsii ingår i släktet Namaquanula och familjen amaryllisväxter.
Artens utbredningsområde är Namibia. Inga underarter finns listade i Catalogue of Life.